# Отбив
Отбив, отбивка или защита отбивом — элемент оборонительной техники классического бокса, который применяется для защиты преимущественно от прямых ударов и, как правило, заключается в тычке предплечьем или ладонью по бьющей руке противника перенаправляя его удар вверх, внутрь или наружу от себя. 

## Техника выполнения
Обычно, выполнение приёма задействует разноименную перчатку относительно атакующей конечности противника, при этом другая рука держится наготове для контрудара, защиты, сковывания или выведения противника из равновесия.
Отбив внутрь правой рукой идёт справа налево, левой рукой — слева направо; отбив наружу, соответственно, наоборот. Помимо этого, широкое распространение получил отбив кверху, когда защищающая рука смещает атакующую конечность противника вверх-вправо (правая) или вверх-влево (левая).
Техника выполнения отбива в зависимости от боевой дистанции допускает перенос массы тела спортсмена с одной ноги на другую. Сопровождающий отбив внутрь поворот корпуса исключает использование встречной контратаки, однако приводит бойца в удобную позиции для контратаки ответными ударами. Выполнение отбива наружу считается более сложным действием, так как он требует высокой точности действий, а без нанесения встречного контрудара его применение теряет всякий смысл.